# 平安正知
平安 正知（ひらやす まさとも、1960年（昭和35年）7月14日 - ）は、日本の政治家。元福岡県小郡市長（3期）、元小郡市議会議員（1期）。

## 来歴
小郡市立三国小学校、小郡市立大原中学校、福岡県立明善高等学校卒業。1983年（昭和58年）3月、山口大学工学部卒業。1984年（昭和59年）7月、新生不燃ボード株式会社代表取締役に就任。
1993年（平成5年）4月、小郡市商工会理事に就任。1999年（平成11年）1月、小郡青年会議所理事長に就任。
2002年（平成14年）の小郡市議会議員選挙に出馬し初当選。
2005年（平成17年）4月24日に行われた小郡市長選挙で初当選。2009年（平成21年）、再選。2013年（平成25年）、3選。2017年（平成29年）の市長選は自民党・民進党の推薦を得て立候補するも、元民放アナウンサーの加地良光に敗れた。2021年、市長選挙に再度立候補したが加地に再び敗れ落選。

## 政策・主張
- 2005年末で約238億円だった一般会計ベースでの市債発行残高を、2011年末に約192億円に減らした。財政調整基金など3基金の残高は、2007年末の約11億5,000万円から2011年末には約37億7,000万円まで増やした[5]。